# Дикейтър (окръг, Тенеси)
Окръг Дикейтър (на английски: Decatur County) е окръг в щата Тенеси, Съединени американски щати. Площта му е 894 km², а населението – 11 731 души (2000). Административен център е град Дикейтървил.